# Bouhlou
Bouhlou ou Bouhallou (em árabe: بوحلو), é uma cidade e comuna localizada na província de Tremecém, no noroeste da Argélia. Em 2008, sua população era de 6 347 habitantes.